# Markus Wenninger
Markus J. Wenninger (* 1951 in Kematen an der Krems) ist ein österreichischer Historiker, der vornehmlich die Geschichte des Mittelalters erforscht. Seit 1983 ist er Mitglied des Instituts für Österreichische Geschichtsforschung, seit Oktober 2016 im Ruhestand.

## Leben
Nach der Matura an der HTL Linz (Fachrichtung Elektrotechnik) studierte Markus J. Wenninger Geschichte und Germanistik in Salzburg, wo er 1977 promovierte, und Wien. 1978 wurde er Assistent am Institut für Geschichte an der Universität Klagenfurt, Abt. Geschichte des Mittelalters und Historische Hilfswissenschaft, 1983 Mitglied des Instituts für Österreichische Geschichtsforschung. Er habilitierte sich 2004 in Klagenfurt für Geschichte des Mittelalters und Historische Hilfswissenschaften. Mit Oktober 2016 wurde er in den Ruhestand versetzt.

## Forschung
Markus J. Wenninger forscht seit seiner Dissertation in verschiedenen Bereichen der Sozial-, Wirtschafts- und Mentalitätsgeschichte des Mittelalters und der beginnenden Neuzeit, insbesondere im Zusammenhang mit der Geschichte der Juden und des Judentums, sowie mit der Entwicklung der Geldkreditgeschäfte. Er beschäftigt sich darüber hinaus mit Burgenkunde und forscht in diesem Rahmen insbesondere zu Kärntner Burgen.

## Projekte
In Verbindung mit dem Institut für jüdische Geschichte Österreichs in St. Pölten, Niederösterreich stellt er zurzeit eine Quellensammlung zur Geschichte des österreichischen Judentums im Mittelalter zusammen. Zusammen mit Friedrich Battenberg gründete er die Zeitschrift Aschkenas. Zeitschrift für Geschichte und Kultur der Juden, die er gemeinsam mit Hans Otto Horch, Robert Jütte, Miriam Rürup und Werner Treß nach wie vor herausgibt.

## Publikationen
als Autor:
- Man bedarf keiner Juden mehr, Ursachen und Hintergründe ihrer Vertreibung aus den deutschen Reichsstädten im 15. Jahrhundert (= Archiv für Kulturgeschichte. Beihefte. Heft 14). Böhlau, Köln/Wien/Graz 1981, ISBN 3-205-07152-2 (zugleich Dissertation, Universität Salzburg 1977).
- Bearbeitung der das Gebiet „Österreich-Alpenländer“ betreffenden Orts- und Gebietsartikel für Germania Judaica, Bd. III (1350–1519). Hrsg. Arye Maimon u. Yacov Guggenheim. Teil 1 (Tübingen 1987): Ortsartikel Bleiburg, Bozen, Brixen, Bruck a.d. Mur, Cilli, Feldkirch, Friedau, Friesach, Glurns, Graz, Hall, Hallein, Hartberg, Innsbruck, Judenburg, Klagenfurt, Laibach, Latsch, Leoben, Lienz. Teil 2 (Tübingen 1995): Ortsartikel Marburg/Drau, Meran, Murau, Pettau, Radkersburg, Rovereto, Salzburg, St. Veit, Straßburg (Kärnten), Trient, Unterdrauburg, Villach, Völkermarkt, Voitsberg, Windischfeistritz, Windischgraz, Wolfsberg. Teil 3 (im Druck) Gebietsartikel Kärnten, Salzburg, Tirol.
- Juden und Christen als Geldgeber im hohen und späten Mittelalter. In: Die Juden in ihrer mittelalterlichen Umwelt. Hrsg. Alfred Ebenbauer und Klaus Zatloukal, Böhlau, Wien/Köln/Weimar 1991, ISBN 3-205-05342-7, S. 281–299.
- Gregor Mangolts „Werke letzter Hand“. Zum Verhältnis von Vita und Werk eines reformatorischen Konstanzer Chronisten. In: Jahrbuch der Oswald von Wolkenstein-Gesellschaft. Band 7, 1992/1993 [erschienen 1994], S. 343–375.
- Geldkreditgeschäfte im mittelalterlichen Erfurt. In: Ulman Weiß (Hrsg.): Erfurt. Geschichte und Gegenwart. Weimar 1995, S. 439–458.
- Prae- und posthume Buße als „Rückversicherungsvertrag“ mit der Kirche? Wucherer im Mittelalter auf der Suche nach dem Weg zum Heil. In: Markus J. Wenninger (Hrsg.): du guoter tôt. Sterben im Mittelalter – Ideal und Realität. Akten der Akademie Friesach „Stadt und Kultur im Mittelalter“, Friesach (Kärnten), 19.–23. Sept. 1994 (= Schriftenreihe der Akademie Friesach. Band 3). Klagenfurt 1998, S. 237–254.
- Die Bedeutung jüdischer Financiers für die Grafen von Cilli und vice versa. In: Rolanda Fugger Germadnik (Hrsg.): Die Grafen von Cilli, altes Thema – neue Erkenntnisse. Celje 1999, S. 143–164.

Als Herausgeber:
- ASCHKENAS. Zeitschrift für Geschichte und Kultur der Juden. Jg. 1 (1991) ff. (zusammen mit J. Friedrich Battenberg, ab 6/Jahrgang 1996 mit Hans Otto Horch).
- du guoter tôt. Sterben im Mittelalter – Ideal und Realität. Akten der Akademie Friesach „Stadt und Kultur im Mittelalter“, Friesach (Kärnten), 19.-23. Sept. 1994. Klagenfurt 1998 (= Schriftenreihe der Akademie Friesach 3).